# Diatonica
Diatonica là một chi bướm đêm thuộc họ Cosmopterigidae.